# Päijänne Tavastia
Päijänne Tavastia (finlandeză Päijät-Hämeen maakunta, suedeză Päijänne-Tavastlands landskap) este una dintre cele 19 regiuni ale Finlandei. Capitala sa este orașul Lahti.

## Comune
Päijänne Tavastia are în componență 11 comune:
| - Asikkala - Hartola - Heinola - Hollola - Hämeenkoski - Kärkölä | - Lahti - Nastola - Orimattila - Padasjoki - Sysmä |

1. ↑   (PDF) https://www.maanmittauslaitos.fi/sites/maanmittauslaitos.fi/files/attachments/2021/01/Vuoden_2021_pinta-alatilasto_kunnat_maakunnat.pdf Lipsește sau este vid: |title= (ajutor)